# Голенпольский, Танкред Григорьевич
Танкред Григорьевич Голенпольский (8 июня 1931, Харбин — 5 марта 2015, Москва) — советский и российский журналист, филолог-американист, переводчик, общественный деятель, кандидат филологических наук (1970).

## Биография
Родился в Харбине, где его отец работал на КВЖД и торговым представителем «Экспортмеха». Учился в еврейской школе на английском языке в Шанхае (где семья поселилась в 1936 году), затем в католическом интернате. В 1947 году без родителей репатриировался в СССР в группе детей советских граждан и был определён в детский дом в Читинской области. Отец, уроженец Нижнеудинска, по возвращении в СССР был арестован.
В 1955 году окончил филологический факультет Ленинградского педагогического института имени А. И. Герцена, со специализацией по романо-германской филологии. Преподавал в Горловском педагогическом институте иностранных языков, Кабардино-Балкарском государственном университете, Дагестанском государственном университете, на кафедре высшей математики в Новосибирском государственном университете (1961—1971).
В 1963 году основал отделение математической лингвистики Новосибирского государственного университета. Диссертацию кандидата филологических наук по теме «Публицистика Джеймса Болдуина и негритянское освободительное движение в США» защитил в 1970 году.
Был научным сотрудником Дальневосточного научного центра (заведующий лабораторией по изучению Западного берега США, 1971—1974), работал во Всемирной службе Московского радио (ведущий программы «Культура и Искусство», 1974—1982), Госкомиздате СССР (директор Международных книжных выставок-ярмарок, 1982—1989). В 1989 году основал первую в СССР еврейскую газету на русском языке «Вестник еврейской советской культуры» (ВЕСК, позже — «Международная еврейская газета»), и стал её редактором.
В переводах Т. Г. Голенпольского отдельными изданиями выходили книги Сэмюэла Беккета (1969), Торнтона Уайлдера (1970), Джеймса Болдуина (1973), Ирвина Шоу (1976, 1978), Артура Хейли (1983), пьесы Артура Миллера (1980, 1988), Эдварда Олби (1968) и Артура Копита (1989), переводил также Карсон Маккалерс и Роберта Пенна Уоррена. За перевод пьесы А. Копита «Папа, папа, бедный папа! Ты не вылезешь из шкапа, ты повешен нашей мамой между платьем и пижамой» Т. Г. Голенпольский и Е. В. Вишневский были удостоены звания «Драматург золотое перо» (1989). Составил сборники американского фольклора и современной американской литературы для юношества (1983, 1986), подготовил комментированное издание книги «Две культуры» Филлипа Боноски (1978), опубликовал пособие «Doing Business in Russia» (Как заниматься бизнесом в России, 1995 и 1996). Автор сценария «Михоэлс: Обыкновенное убийство» (с Ю. В. Глезаровой, 2006).

## Семья
- Родители — Григорий Семёнович Голенпольский (1911—1975) и Софья Танфиловна Кремер (1911—1987)[9][10].
- Жена — Галина Петровна Педан, переводчик.
  - Дочь — Иветта (1958).
- Вторая жена — Галина Васильевна Компанеец, редактор.
  - Дети — Илья (1963), преподаватель английского языка, и Алиса (1976)[11][12].

## Книги
- По ком звонит колокол (с Р. Д. Орловой). Новосибирский государственный университет, 1968. — 48 с.
- США — кинематограф 70-х (с В. П. Шестаковым). М.: Знание, 1978. — 65 с.
- «Американская мечта» и американская действительность (с В. П. Шестаковым). М.: Искусство, 1981. — 207 с.
- США — кризис духовной жизни: противоборство двух культур (с В. П. Шестаковым). М.: Мысль, 1980 и 1982. — 303 с.
- Народ, да! Из американского фольклора. Пер. с англ., сост. Н. Шерешевская, Т. Голенпольский. М.: Правда, 1983.
- Не стреляйте, мы — ваши дети! Из американской документальной прозы. Составитель Т. Голенпольский. М.: Детская литература, 1983. — 255 с.
- Мечта и действительность: американские писатели и «американская мечта» (из прозы и поэзии США). Составитель — Т. Г. Голенпольский. М.: Детская литература, 1986. — 287 с.
- Юрмальский дневник: Встреча советской и американской общественности 15—19 сентября 1986 года. Составители Т. Голенпольский, Л. Доброхотов. М.: Издательство Агентства печати «Новости», 1987.
- Doing Business in Russia: Basic Facts for the Pioneering Entrepreneur. Psi Successful Business Library. Oasis Press, 1995 и 1996. — 248 с.